# Hỏa hoạn nhà tập thể cho người vô gia cư tại Kamień Pomorski

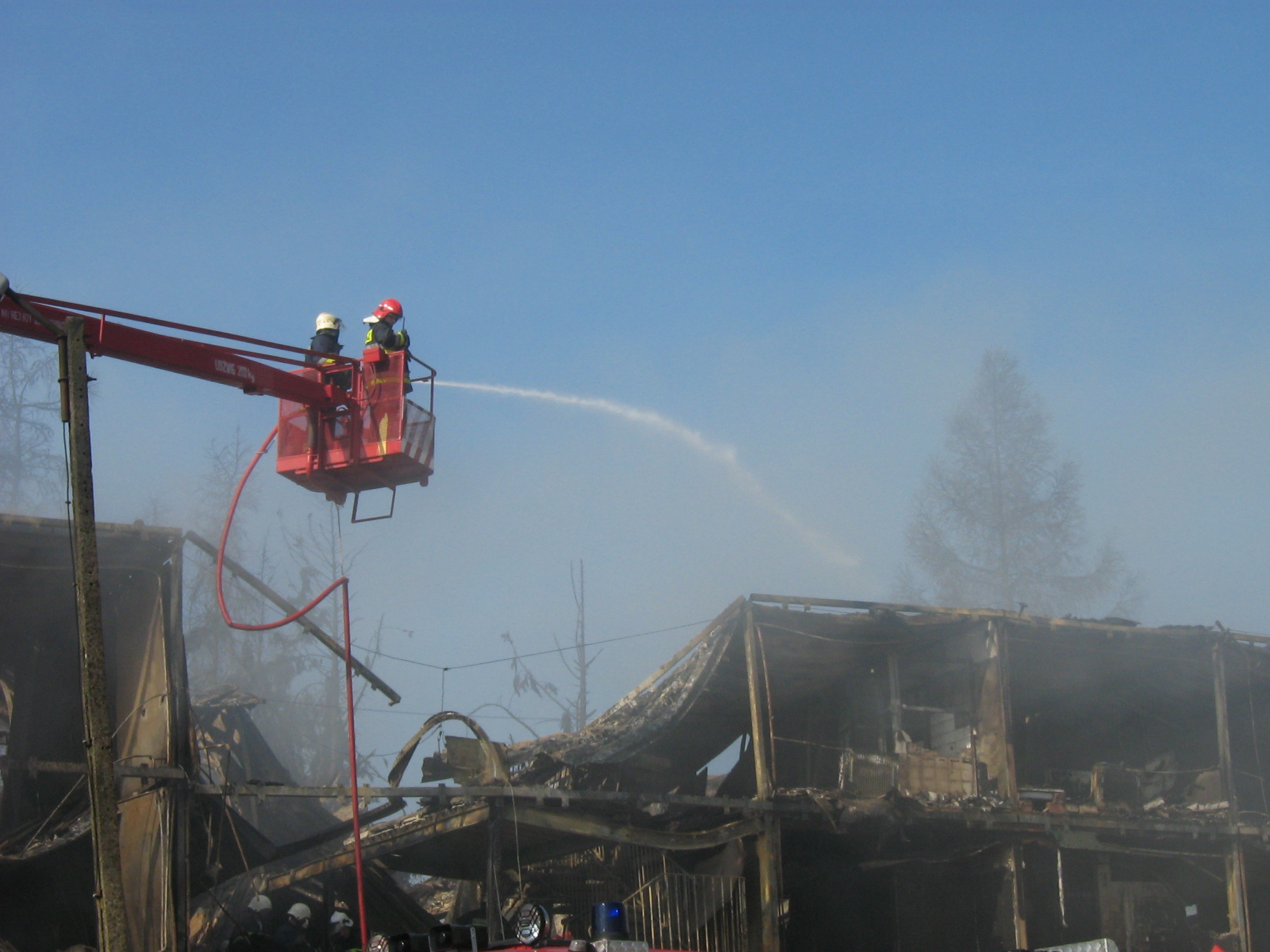
Lính cứu hỏa đang chữa cháy

Vụ hỏa hoạn nhà tập thể cho người vô gia cư tại Kamień Pomorski xảy ra tại đông bắc Ba Lan lúc 1:00 giờ địa phương (23:00 giờ phối hợp quốc tế) vào thứ hai 13/4, 2009 Vụ hoả hoạn nghiêm trọng này làm ít nhất 21 người chết (có 6 trẻ em), và khoảng 20 bị thương. Đây là vụ hoả hoạn có số nạn nhân nhiều nhất trong vòng gần 30 năm qua tại Ba Lan. Tháng 10 năm 1980, một vụ hoả hoạn đẫm máu nhất tại một bệnh viện ở Gorna Grupa thuộc miền Trung đã cướp đi sinh mạng của 55 người.

## Khu nhà
Khu ký túc xá này được xây từ đầu những năm 1970 lúc đầu làm nơi ở cho công nhân. Tòa nhà này thuộc sở hữu của chính quyền địa phương. Những người sống sót nói đây không phải là vụ hỏa hoạn đầu tiên ở khu nhà này.

## Sự việc

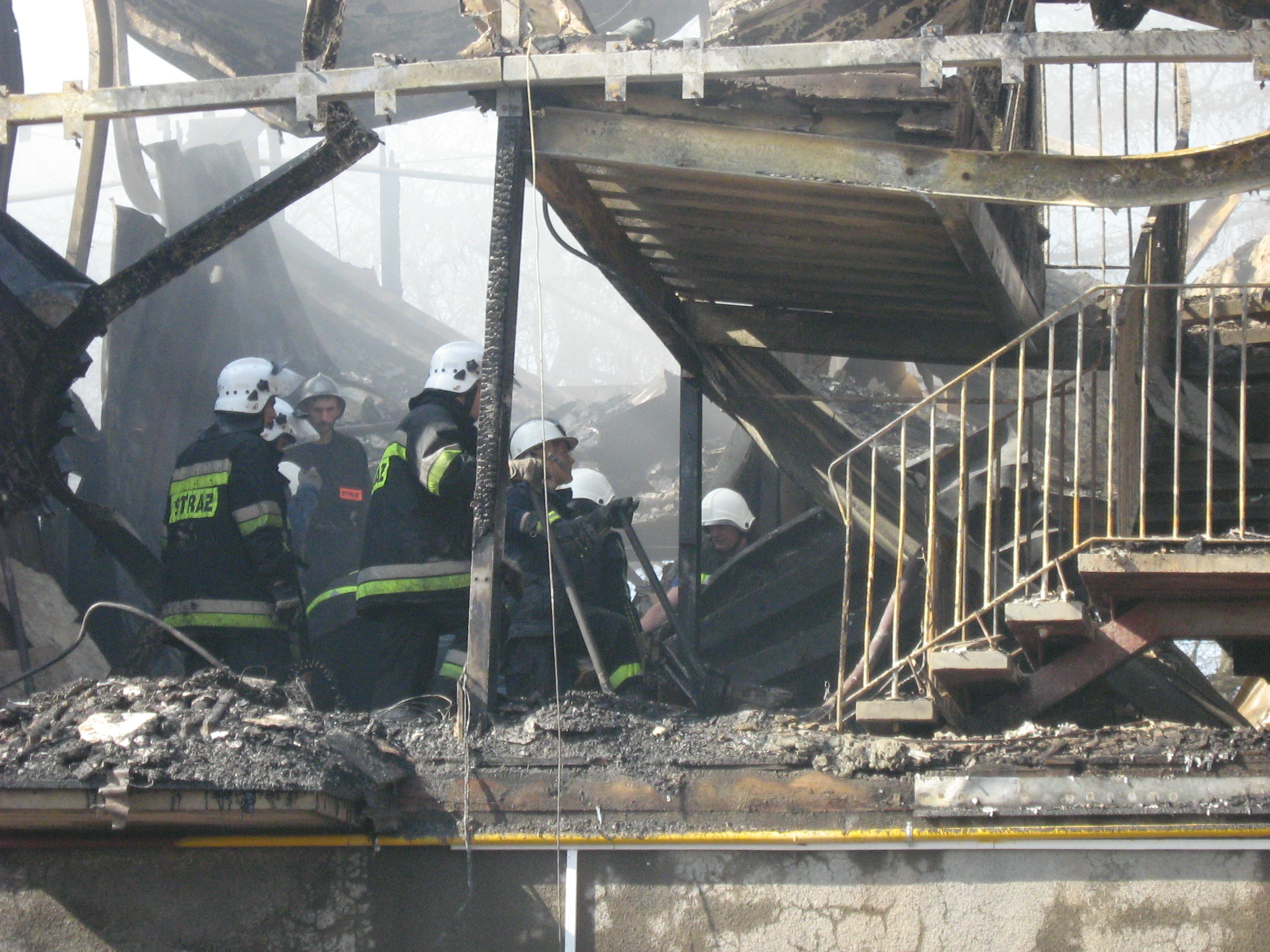
Lính cứu hỏa Ba Lan tìm kiếm nạn nhân.

Hỏa hoạn xảy ra tại thị trấn Kamien Pomorski, cách biên giới với Đức khoảng 60 km. Khi xảy ra hoả hoạn, có khoảng 77 người bên trong toà nhà dành cho những người nghèo và vô gia cư. Đội cứu hỏa đóng cách đó 200m đã có mặt ngay tại hiện trường nhưng không thể nào dập lửa nhanh chóng. Theo người phát ngôn của lực lượng chữa cháy địa phương, ông Daniel Kowalinski, ngọn lửa nhanh chóng bùng phát khiến cho nhiều người bị kẹt trong phòng tại toà nhà hai tầng này.
Theo một nhân chứng, sự việc thật kinh khủng khi ngọn lửa lan tràn với tốc độ không thể tưởng tượng nổi. Khoảng 80% khu nhà ngập tràn trong biển lửa. Lực lượng cứu hoả gần đó đã có mặt sau vài phút. Người ta không thể nào thoát ra khỏi phòng. Cha mẹ đã phải ném con cái qua cửa sổ để những người lính cứu hoả và dân chúng cứu giúp. Một người sống sót là Dariusz Janyszko đau đớn: "Tôi hét lên giục con gái tôi nhảy từ tầng hai xuống để tôi đỡ. Nhưng nó đã không nhảy và sau đó thì mọi chuyện quá muộn". Những người bị bắt lửa nhảy ra khỏi cửa sổ của tòa nhà 3 tầng để thoát thân và nhiều nạn nhân bị gãy xương. 20 người khác đã được đưa vào bệnh viện, trong đó có một người bị thương nặng.

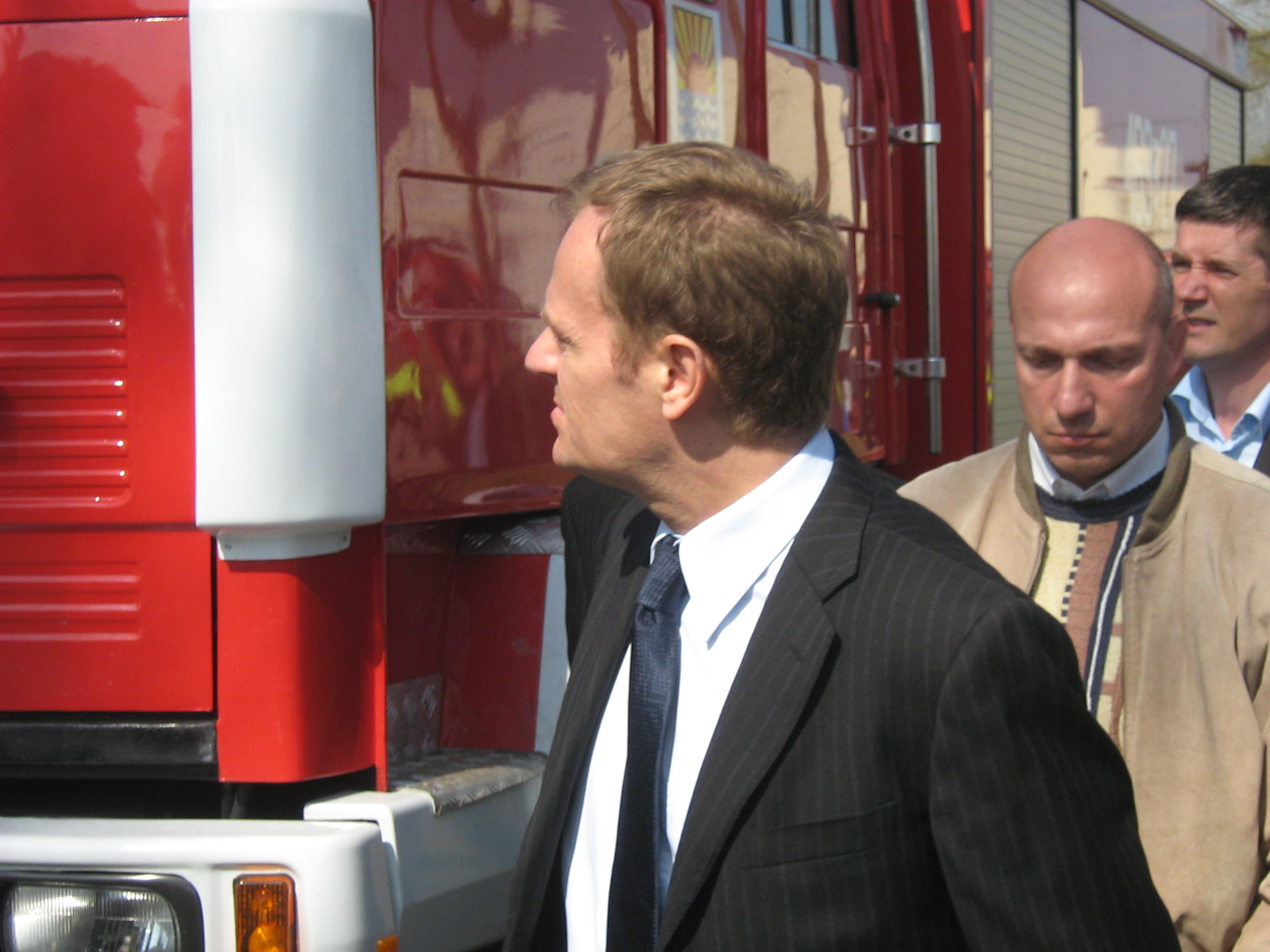
Thủ tướng Tusk thăm hiện trường

Phải mất vài tiếng đồng hồ, lực lượng cứu hỏa mới dập tắt được đám cháy. Hai tầng trên cùng của khu ký túc xá đã bị thiêu rụi hoàn toàn. Nhiều nạn nhân không thể nhận dạng sớm do bị cháy đen. Con số người chết được dự đoán sẽ còn tăng vì có thể còn xác nạn nhân trong đống đổ nát. Lực lượng cứu hoả đã tìm kiếm trong đống đổ nát. "Tôi chẳng thể nào mà thở được, vì vậy tôi mở cửa sổ và nhìn ra ngoài. Cửa ra vào cháy bùng bùng bởi vì về cơ bản nó được làm bằng giấy", một người sống sót kể với phóng viên Đài truyền hình TVN24 tại hiện trường. "Tôi mặc vội quần áo và đi giày vào, một người bạn đưa tôi chiếc áo vét. Không còn nhiều thời gian bởi vì lửa đang lan dữ dội. Một số người nhảy xuống lùm cây", một người đàn ông trung tuổi trong căn nhà nói. Cảnh sát và công tố viên vào cuộc điều tra nguyên nhân của vụ hoả hoạn.

## Phản ứng

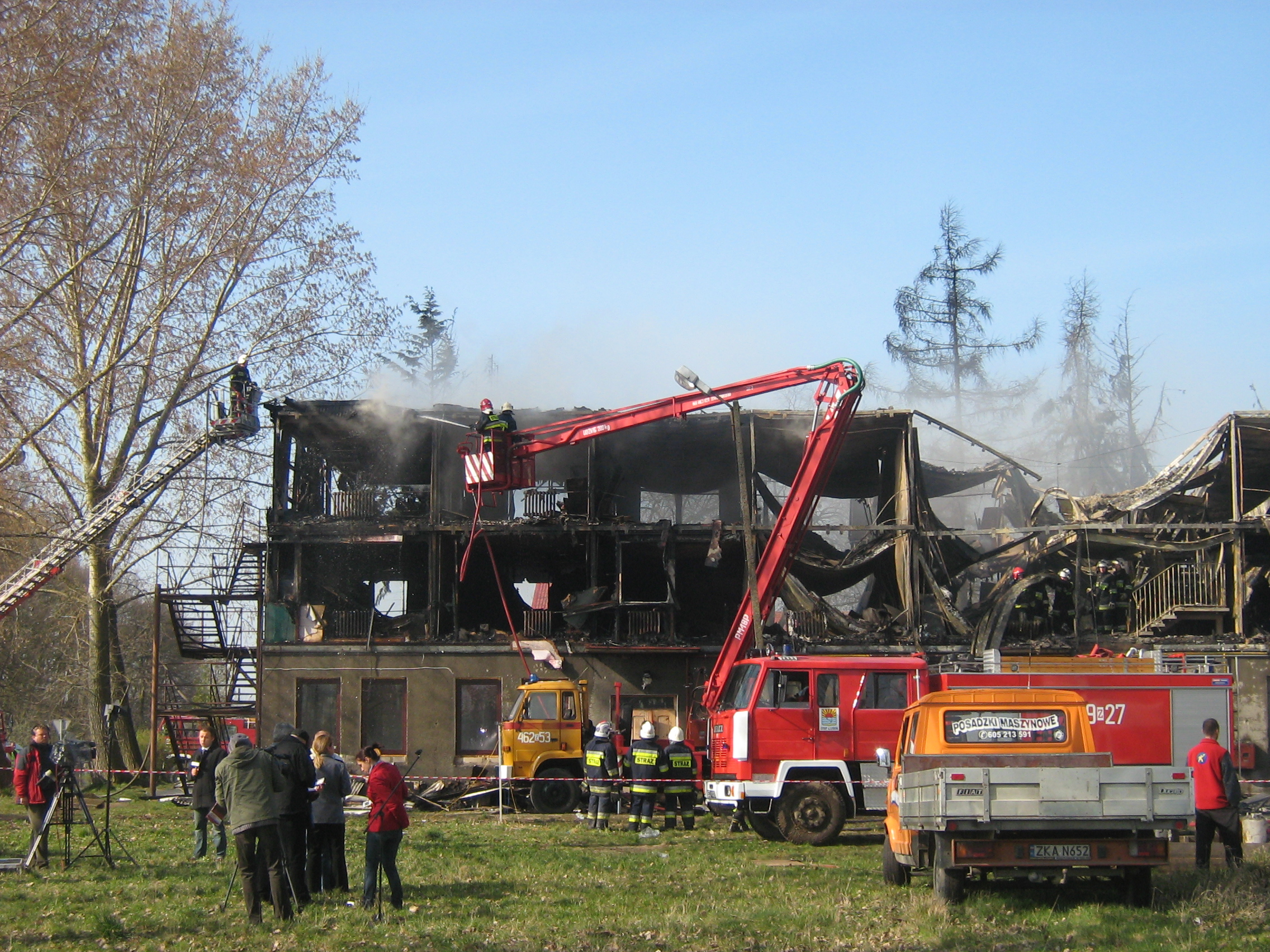
Đống tro tàn của khu nhà tại Kamień Pomorski, Ba Lan

Thủ tướng Ba Lan Donald Tusk lập tức hủy kỳ nghỉ lễ Phục sinh và cùng Tổng thống Lech Kaczynski tới thăm hiện trường. Tổng thống tuyên bố ba ngày quốc tang trong khi đó Thủ tướng Tusk cam kết trợ giúp không những xây thêm những căn nhà mới mà còn cung cấp vật chất cho những nạn nhân, và hứa sẽ giám sát chặt chẽ tiến trình điều tra nguyên nhân của đám cháy được coi là tồi tệ nhất nhiều năm qua tại Ba Lan này. Tổng thống Lech đặt câu hỏi, liệu tòa nhà có đáp ứng đầy đủ các quy định về phòng cháy chữa cháy hay không. Ông nói rằng, vật liệu xây dựng dễ bén lửa có thể đã góp phần làm tăng tốc độ và cường độ hỏa hoạn. Những người sống sót tỏ ra ủng hộ ý kiến này.

## Danh sách các nạn nhân
1. Leonarda Bierwiaczonek (90)
2. Jolanta Daniś (43)
3. Dominika Kisielewska (5)
4. Małgorzata Kisielewska (29)
5. Adrian Kisielewski (2)
6. Cezary Kisielewski (26)
7. Patryk Kisielewski (8)
8. Adela Konik (7)
9. Amelia Konik (4)
10. Andżelika Konik (15)
11. Jacek Konik (45)
12. Klaudia Konik (13)
13. Dawid Kubicki (3)
14. Martyna Numryk (12)
15. Mieczysława Numryk (9)
16. Patryk Pałka (6)
17. Teresa Pasiuk (50)
18. Agnieszka Piasecka (12)
19. Waldemar Pokora (56)
20. Bożena Skonieczna (52)
21. Beata Skórka (36)
22. Magdalena Skórka (16)
23. Żaneta Szurgot (35)